# Rózsafabot
A Rózsafabot 1940-ben bemutatott fekete-fehér magyar filmdráma, rendezője Balogh Béla.

## Szereplők
- Sipos Katalin: Szeleczky Zita
- Pálos Viktor: Timár József
- Berek István, fűszeres: Rózsahegyi Kálmán
- Anna, a felesége: Berky Lili
- Meller, órás: Gózon Gyula
- Meller felesége: Dajbukát Ilona
- Bosnyák Józsi: Juhász József
- Bosnyák Józsi édesanyja: Simon Marcsa
- börtönigazgató: Mihályffy Béla
- Terka, Berekék cselédje: Cserba Erzsébet
- vasutas: Pethes Ferenc
- csendőr, tiszthelyettes: Kelemen Lajos
- cigányok a kocsmában: Misoga László és Heltai Andor
- Jani, Berek inasa: Ruttkai Iván
- lelkész: Bodnár Jenő
- orvos: Toronyi Imre

## Tartalom
|  | Alább a cselekmény részletei következnek! |

Az ártatlanul börtönre ítélt Pálos Viktor kiszabadulása után vidéki rokonához, Berek fűszereshez költözik. Hamarosan megismerkedik Meller órás gyönyörű, de vak lányával, Katalinnal. Beleszeret a lányba, s a lány is vonzódik hozzá. Egy mosónő lusta fia, Bosnyák Józsi feleségül akarja venni a lányt, de mivel nincs pénze a házassághoz, betör Berekékhez, és ellopja spórolt pénzüket. A gyanú a börtönviselt Viktorra terelődik, de Katalin, aki a vakok biztos ösztönével érzi a megvádolt férfi jóságát, s a gazdag kérőként jelentkező Józsi gonoszságát, leleplezi az igazi tolvajt, s megmenti Viktort a börtöntől. Berekné hálából megoperáltatja Katalin szemét. Viktor szégyelli a kórházból hazatérő gyönyörű lány előtt meggyötört arcát, őszülő haját, háttérbe húzódik és távozni készül. A szerelmes lány azonban felismeri, és boldogan siet hozzá.
|  | Itt a vége a cselekmény részletezésének! |